# Death Valley '69 (chanson)
Pour les articles homonymes, voir Death Valley '69.
Death Valley '69 est un single du groupe Sonic Youth, publié en 1984 sur le label Iridescence. Il existe également un EP du même nom. Ce disque contient les versions démos de deux morceaux de l'album Bad Moon Rising, publié l'année suivante. Le disque fut réédité par My So-Called Records en 1995.

## Titres
1. Death Valley '69 (5:32)
2. Brave Men Run (In My Family) (3:48)